# Vårtöra
Vårtöra (Thelephora terrestris) är en oätlig svamp som växer på marken eller på murken ved i skogstrakter. Fruktkropparna uppträder under hösten och är mussel- eller solfjäderformade och ganska tunna, mörkbruna på ovansidan med en ljusare och fransig kant och purpur- eller lilabrunaktiga på undersidan. Bredden är 4-7 centimeter. Det finns antingen bara en kort fot eller så kan fot nästan helt saknas.